# Villetta Barrea
Villetta Barrea település Olaszországban, Abruzzo régióban, L’Aquila megyében. Lakosainak száma 602 fő (2023. január 1.). Villetta Barrea Barrea, Scanno és Civitella Alfedena községekkel határos.

## Népesség
A település lakossága az elmúlt években az alábbi módon változott:
| Lakosok száma | 650  | 642  | 602  |
|               | 2017 | 2018 | 2023 |